# Testudinella tridentata
Testudinella tridentata is een raderdiertjessoort uit de familie Testudinellidae. De wetenschappelijke naam van deze soort is voor het eerst geldig gepubliceerd in 1931 door Smirnov.